# Alex Revell
Alexander David Revell, detto Alex (Cambridge, 7 luglio 1983), è un allenatore di calcio ed ex calciatore inglese, di ruolo attaccante, tecnico dello Stevenage.

## Palmarès

### Club

#### Competizioni nazionali
- Isthmian League: 1

Braintree Town: 2005-2006